# 北盘江第一桥
北盘江第一桥，位于中国贵州省六盘水市水城区都格镇与云南省宣威市普立乡的交界处，是一座跨越尼珠河（可渡河下游）的高速公路斜拉桥，也被称为“北盘江特大桥”、“都格北盘江大桥”、“杭瑞高速北盘江大桥”或“毕都高速北盘江大桥”。大桥全长1,341.4米，中心桩号为K219+004，是杭瑞高速公路（G56）毕节至都格段（毕都高速）的控制性工程之一。大桥分为两个标段建设，其中，中交第二航务工程局有限公司负责承建BD-T17标段（贵州岸），贵州省公路工程集团有限公司负责承建BD-T18标段（云南岸）。大桥总投资7.7886亿元人民币，于2013年开工建设。2016年12月29日正式建成通车，令往来六盘水市及宣威市的时间从五小时大幅缩减至一小时。

## 设计
大桥起点桩号为K218+903.406，终点桩号为K220+244.806，与云南省在建的杭瑞高速公路普立至宣威段相接，桥梁全长1,341.4米。主桥采用双塔七跨连续钢桁架梁斜拉桥，桥跨布置为：80+88+88+720+88+88+80米，长1,232米，主跨720米，是世界上主跨最长的连续钢桁梁斜拉桥。主桥上部结构主梁采用桥面板栓焊结合构造，边跨采用顶推法施工，主跨采用桥面吊机悬臂拼装。钢桁梁结构总重2.5万吨，由中铁山桥集团有限公司负责制造。
大桥两座索塔分别位于贵州和云南境内。贵州岸的3号索塔，总高269米，其中塔座高42米，基础由24根直径2.8米的钻孔桩构成，桩长40米；云南岸的4号索塔，总高246.5米，设计为塔柱、横梁框架结构，其中塔座高21米，索塔承台长37.5米、宽21.8米、高7米，混凝土总方量5,722.5立方米。大桥桥面離河谷低點垂直高度达到565.4（1,855英尺），超越普立大桥，成为世界上桥面最高的桥梁，并于2018年获得吉尼斯世界纪录认证、第35届国际桥梁大会颁发的古斯塔夫斯金奖，2019年获得年度菲迪克特别优秀奖（Award of Special Merit）。

### 云技术应用
大桥由中交公路规划设计院有限公司设计，采用“云技术”，建立了一个集“建（设）、管（理）、养（护）”于一体的“桥梁管养综合信息化平台”（云信息平台）。它将施工过程中（包括桥梁施工监控在内）的各种建设数据与后期运营过程中的结构健康监测数据建立起有机联系，形成整座桥梁的全寿命数据链。
这个“云信息平台”主要由“桥梁基础信息云”、“桥梁监测养护信息云”、“桥梁分析决策云”三部分组成。通过安装在大桥上的传感器，把桥梁的索塔、桥面、拉索等数据传送到“桥梁基础信息云”和“桥梁监测养护信息云”，然后“桥梁分析决策云”对前两个云端上的数据进行分析，将结果数据发送到指定人的手机和平板电脑上。在大桥的每个关键构件上，都使用了激光标刻或者二维码技术，在云端能够准确追溯到生产的质量、计量等指标，管理部门也可以通过追溯系统对其进行监管，一旦发生重大灾害和安全事件，能够快速、高效地追踪溯源，及时处置。在云端，还为每个关键构件预设病害类型，通过自动发送数据或者人工扫描附着在构件上的二维码信息，选择相应的病害信息就可以实时传输至云端，从而实现关键构件信息运营状态全过程信息追踪。

### 主要技术指标
- 设计基准期：100年
- 设计安全等级：一级
- 桥梁等级：双向四车道高速公路特大桥
- 设计速度：80千米/小时
- 桥梁坡度：纵坡1.0%，横坡2.0%
- 荷载标准：公路-Ⅰ级
- 设计洪水频率：1/300
- 基本风速：V10=26.03米/秒（1/100）
- 地震设防烈度：Ⅵ级

## 建设进程

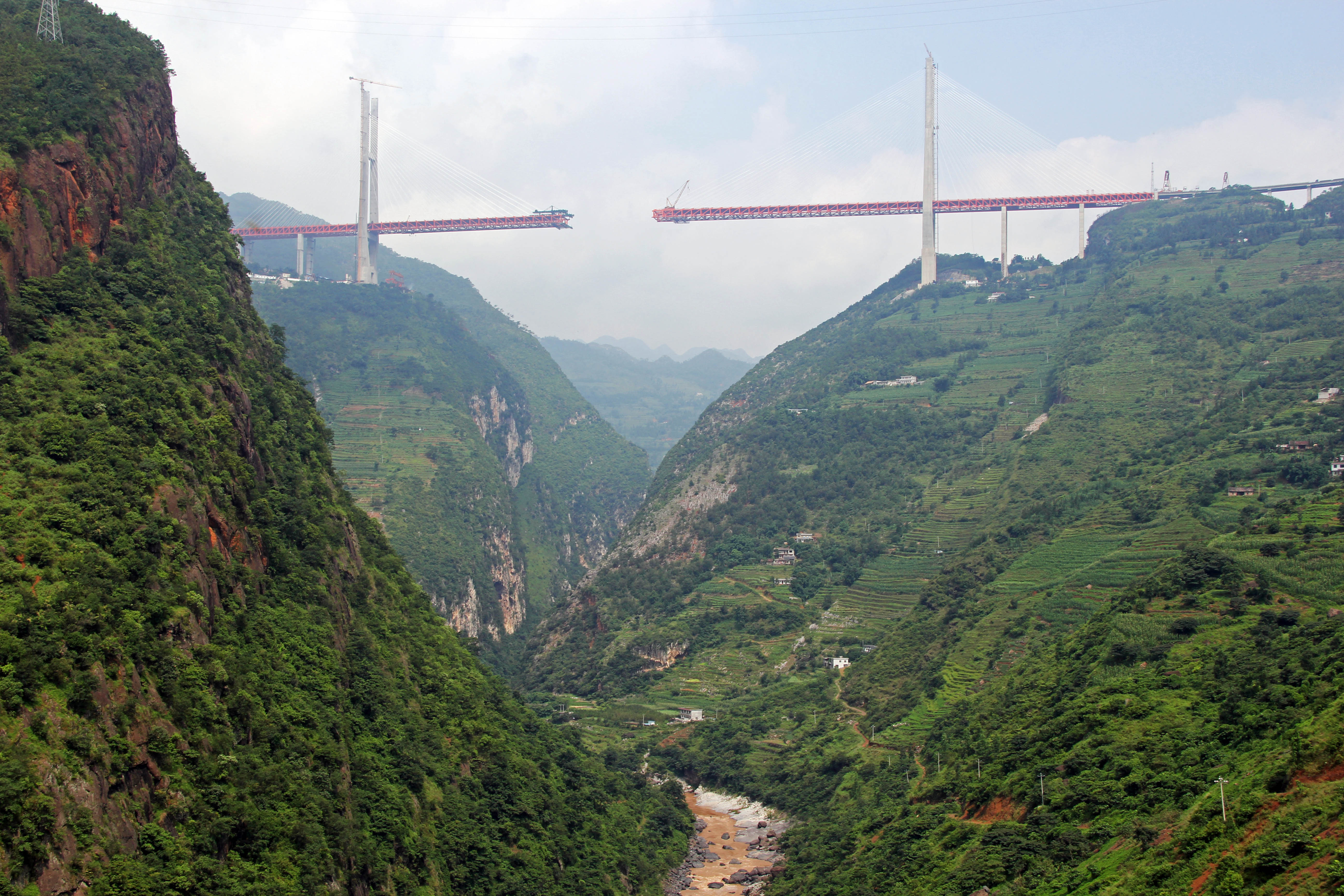
建造中的北盘江第一桥

- 2013年7月13日，大桥3号主塔24根桩基全部浇筑完成[11]。
- 2016年9月10日，大桥合龙[12]。
- 2016年12月29日，大桥正式建成通车[13]。

## 命名争议
据贵州高速集团毕都高速项目办主任周平介绍：该桥地处云南、贵州两省交界处，由两省共同出资建设，其中云南出资5.37亿元，占52.24%；贵州出资4.91亿元，占47.76%。而云南省公路开发投资有限责任公司普宣高速建设指挥部指挥长喻正富则强调：“贵州与云南省修建高速公路都建设到省界为止。按理说，云南应该建设北盘江大桥的一半，但一座大桥不方便由两个省来建设，交通运输部确定由贵州方建设，云南境内的782米也由贵州方修建。所以，北盘江大桥有贵州的一半，也有云南的一半。”
在立项、规划、审批、建设等多个环节，以及官方文件上一直被统一称为“北盘江大桥项目”，批建名称也是“北盘江大桥”。随着大桥建设进程的推进，该桥将成为“世界之最”的知名度也越来越高，云贵两省在大桥的命名上产生了意见分歧。
云南省曲靖市人大代表、宣威市普立乡乡长秦明禹于2016年初率先在曲靖市人民代表大会上提出建议：“北盘江大桥”更名为“尼珠河大桥”，他的建议基于三个原因：一是从地理位置的角度，因为该桥实际跨越尼珠河，而非北盘江；二是从重复命名的角度，此前已有多座以“北盘江大桥”命名的桥梁；三是用北盘江这个地理品牌来命名桥梁，更加容易混淆。并且同时也有拉动地方经济、特别是旅游业发展的考量。
随后，云南省当地政府有关部门介入，2016年6月16日，云南省曲靖市交通运输局印发《云南普宣高速公路建设指挥部关于对北盘江大桥更名为尼珠河大桥的函》，称“为了体现宣威市人民的需求，普宣建设指挥部多次与贵州毕都高速建设项目办协调，将北盘江大桥更名为尼珠河大桥。双方已达成一致意见，竣工图中北盘江大桥更名为尼珠河大桥”。曲靖市人民政府2016年8月18日出具的《关于市第四届人大五次会议第129号建议办理意见函（曲政函【2016】115号）》中，针对人大代表提出的关于北盘江大桥更名的建议中，也给出了“同意将北盘江大桥更名为尼珠河大桥”的答复，两份文件均称“待建设完工后题名”。
2016年9月10日大桥合龙，引发国内外媒体的高度关注，部分媒体采用“尼珠河大桥”这一桥名来报道相关新闻，并在网络上引发了关于大桥更名的猜测。9月20日，贵州方面回应称：“虽然大桥所在的位置地处两省交界处，但是此桥属于杭瑞高速贵州毕都段项目，而且也是由贵州来修建，北盘江大桥的命名，从规划到建设都是经过严格的审批，贵州多个厅级部门也一致同意此桥命名为北盘江大桥，因此叫北盘江大桥是科学的，不可能更名！”